# Île de Sainte-Piastre
L'île de Sainte-Piastre est une île située dans la commune de Chetaibi (wilaya d'Annaba) en Algérie, avec vue sur la baie et le port de Chetaibi.
L'île, inhabitée, est presque entièrement formée de diorite et s'étend sur environ 340 mètres de long pour environ 130 mètres de largeur.